# Asalto al piso en Leganés
El asalto al piso en Leganés fue un intento de captura a los 7 yihadistas perpetradores de los atentados del 11 de marzo de 2004 en el marco de la Operación Nova.

## Contexto
Tras los atentados del 11 de marzo de 2004, en los que murieron 191 personas y más de 2.000 resultaron heridas, las autoridades españolas comenzaron una investigación intensiva para identificar a los responsables. Inicialmente, hubo confusión sobre la autoría, ya que se especuló con la participación de ETA, pero luego las investigaciones apuntaron hacia redes islamistas radicales, relacionadas con Al Qaeda.
Los sospechosos de los atentados comenzaron a ser identificados, y se descubrió que algunos de ellos estaban escondidos en Madrid y en otras áreas cercanas. Fue en este contexto que se planeó la Operación Nova para desmantelar las células yihadistas responsables.

## Planificación y objetivos

#### 1. Recopilación de inteligencia
El primer paso en la planificación de la Operación Nova fue la recopilación de inteligencia sobre los terroristas implicados en los atentados. La Policía Nacional Española, junto con los servicios de inteligencia, comenzó a analizar todas las pruebas obtenidas en la escena del crimen y otros indicios. Un aspecto clave de esta fase fue el descubrimiento de una 5º bomba que se descubrió que usaron teléfonos móviles para la detonación. Uno no exploto y se encontró el teléfono ya la tarjeta SIM utilizados por los terroristas, que permitió identificar posibles comunicaciones entre los miembros de la célula.
En particular, se detectó el uso de una Tarjeta SIM específica que estaba vinculada a la red de comunicaciones de los terroristas. Esta tarjeta SIM fue crucial, ya que permitió a los investigadores rastrear la ubicación de los sospechosos y establecer conexiones entre las distintas personas involucradas en los atentados. A partir de la información obtenida de estas comunicaciones, se elaboró un perfil de los implicados y de sus movimientos.

#### 2. Identificación de los implicados y sus ubicaciones
Una vez que los investigadores comenzaron a rastrear los teléfonos móviles y la tarjeta SIM, se identificaron a varias personas vinculadas directamente con la planificación y ejecución de los atentados. A partir de esta información, se localizó a los principales miembros de la célula terrorista en diferentes lugares de Madrid y sus alrededores.
Además, se obtuvieron datos de inteligencia que indicaban que algunos de los terroristas se encontraban ocultos en diversas ubicaciones, lo que permitió planificar el aseguramiento de esas zonas y prever posibles rutas de escape o movimientos.

#### 3. Coordinación de las fuerzas de seguridad
Una parte crucial de la planificación fue la coordinación entre las distintas fuerzas de seguridad involucradas en la operación. La Policía Nacional Española, el GEO, la Guardia Civil y los servicios de inteligencia trabajaron juntos en el desarrollo de un plan conjunto que abarcaba el seguimiento de los terroristas, la preparación de los operativos de arresto, y la recopilación de pruebas clave.
Se establecieron líneas de comunicación claras entre las distintas unidades operativas, y se identificaron los puntos estratégicos donde los arrestos serían más efectivos. La planificación también implicó un trabajo exhaustivo en la recopilación de pruebas adicionales, como documentos, material informático y posibles almacenes de explosivos.

#### 4. Monitorización y vigilancia
En paralelo a la recolección de inteligencia y la identificación de los implicados, se llevó a cabo una vigilancia intensiva de las posibles ubicaciones de los terroristas. Las fuerzas de seguridad mantuvieron un control constante sobre los movimientos de los sospechosos, utilizando métodos de intervención telefónica y otros medios técnicos para garantizar que ninguna pista importante se perdiera.
Además, se comenzó a monitorear las redes de apoyo que pudieran estar colaborando con los terroristas, con el fin de desmantelar completamente la célula y prevenir futuros atentados.

## Ejecución

#### Mañana - Localización del piso
- Las investigaciones policiales, basadas en escuchas telefónicas y seguimientos, llevan a identificar un piso en el número 40 de la calle Carmen Martín Gaite, en Leganés, como el escondite de varios de los autores materiales del 11M.
- Los terroristas son parte de una célula yihadista organizada que ejecutó los atentados en los trenes de Madrid. En el piso se encuentran Jamal Ahmidan ("El Chino), Abdennabi Kounjaa, Mohamed Oulad Akcha y otros miembros clave.[5]

#### Tarde
- 17:00 - 18:00 horas:
  - Se despliegan agentes del Grupo Especial de Operaciones, Cuerpo Nacional de Policía y unidades de apoyo alrededor del edificio.
  - Se establece un cordón de seguridad y comienza la evacuación de residentes cercanos, alertados del peligro debido a la presencia de explosivos.
  - Los terroristas, conscientes del cerco, empiezan a preparar la defensa del piso y gritan desde el interior que no se rendirán.[6]
- 18:30 horas:
  - La policía intenta iniciar una negociación con los ocupantes del piso, instándolos a entregarse. Los terroristas responden disparando al exterior y gritando consignas extremistas.[7]
  - Los agentes detectan movimientos sospechosos que sugieren que los ocupantes están manipulando explosivos.[4]

#### Noche - Asalto y explosión
- 20:00 horas:
  - Ante la imposibilidad de negociar, se decide proceder al asalto táctico.
  - Los agentes del GEO comienzan a preparar una incursión controlada en el piso, siendo conscientes del alto riesgo debido a los explosivos en el lugar.
- 21:03 horas:
  - Antes de que los agentes puedan entrar, los terroristas detonan de forma deliberada una gran cantidad de explosivos. La explosión destruye completamente el piso y causa graves daños estructurales al edificio.[8]
  - Fallecen los siete terroristas en el interior del piso, entre ellos:
    - Jamal Ahmidan ("El Chino")
    - Abdennabi Kounjaa
    - Mohamed Oulad Akcha

  - El agente del GEO Francisco Javier Torronteras muere al ser alcanzado por la explosión mientras estaba cerca del inmueble. Su muerte es la primera de un agente del GEO en acto de servicio.[9][10]
  - La onda expansiva hiere a varios agentes y causa daños en edificios aledaños, rompiendo ventanas y puertas.[11]

#### Posterior a la explosión
- 21:30 - 22:00 horas:
  - Los bomberos y servicios de emergencia entran en acción para controlar los daños y garantizar la seguridad del edificio.
  - Se confirman los fallecimientos y se recuperan los cuerpos de los terroristas, severamente dañados por la explosión.
- 22:00 horas en adelante:
  - Los expertos en explosivos inspeccionan el lugar para descartar más dispositivos.
  - La policía confirma que la célula yihadista que ejecutó el 11M ha sido neutralizada. Sin embargo, se intensifican las investigaciones para identificar posibles conexiones con redes internacionales y otros colaboradores en España.